# Lucifer II
Lucifer II drugi je studijski album heavy metal-sastava Lucifer. Diskografska kuća Century Media Records, kojoj je to prvi objavljeni uradak skupine, izdala ga je 6. srpnja 2018.

## Popis pjesama
Tekstovi i glazba: Johanna Sadonis i Nicke Andersson; iznimka je pjesma „Dancing with Mr. D”, koju su napisali Mick Jagger i Keith Richards. 
| 1.    | »California Son«                                     | 3:26 |
| 2.    | »Dreamer«                                            | 5:47 |
| 3.    | »Phoenix«                                            | 4:46 |
| 4.    | »Dancing with Mr. D« (obrada pjesme Rolling Stonesa) | 4:11 |
| 5.    | »Reaper on Your Heels«                               | 5:06 |
| 6.    | »Eyes in the Sky«                                    | 4:30 |
| 7.    | »Before the Sun«                                     | 3:38 |
| 8.    | »Aton«                                               | 5:05 |
| 9.    | »Faux Pharaoh«                                       | 5:25 |
| 41:54 |                                                      |      |

## Recenzije
| Recenzije       | Recenzije |
| Izvor           | Ocjena    |
| --------------- | --------- |
| Angry Metal Guy | 3/5       |
| Blabbermouth    | 8/10      |
| Distorted Sound | 10/10     |
| Metal Hammer    | [ 11 ]    |

Dobio je pozitivne kritike. Jessica Howkins dala mu je najvišu ocjenu u recenziji za Distorted Sound izjavivši da je „živahniji” od prethodnog albuma, „pun strasti” i da iz njega „teče nadahnjujući zvuk rock and rolla”. U pozitivnoj recenziji za časopis Decibel Adrien Begrand proglasio ga je „zavodljivim i ritmičnim” djelom koje „besprijekorno odaje počast kultnom zvuku” i posebno je istaknuo glas pjevačice Johanne Sadonis, za koji je izjavio da „privlači slušatelje” te „više odiše osobnošću i strašću” nego na prijašnjim uradcima koje je snimila.
Blabbermouthov recenzent dao mu je osam bodova od njih deset također pohvalivši pjevačičin glas i rekavši da na „svakoj pjesmi zvuči samouvjerenije”, a sam je uradak opisao kao „uzbudljivu smjesu zvukova žestoke glazbe nadahnute sedamdesetima”. U osvrtu za Metal Hammer Chris Chantler napisao je da je riječ o „zločestijem, glamurom oštećenu rock-albumu koji se razumije u pop-glazbu” koji se odlikuje „jasnijim i elegantnijim zvukom” u usporedbi s prethodnim uratkom. Dao mu je četiri zvjezdice od njih pet.
Angry Metal Guy dao mu je tri boda od njih pet izjavivši da se „vidi kako je [sastav] uživao u pisanju pjesama” i da su one zato „svakako poletnije”, ali da im „očito nedostaje težina koju su stvarali rifovi s debitantskog albuma”.

## Zasluge
Lucifer
- Johanna Sadonis – vokal; produkcija, umjetnička direktorica
- Nicke Andersson – gitara, bubnjevi; produkcija, snimanje, umjetnički direktor
- Robin Tidebrink – gitara

Dodatni glazbenici
- Rudolf de Borst – prateći vokal (na pjesmi „Dancing with Mr. D”)

Ostalo osoblje
- Ola Ersfjord – miksanje
- Magnus Lindberg – mastering
- Stefan Boman – početni miks bubnjeva (na pjesmi „Eyes in the Sky”)
- Ester Segarra – fotografija
- Alan Forbes – logotip

## Ljestvice
| Ljestvica (2018.)                            | Najviša pozicija |
| -------------------------------------------- | ---------------- |
| Belgija (Valonija)                           | 188.             |
| Njemačka (Offizielle Top 100)                | 40.              |
| Švedska (Sverigetopplistan)                  | 12.              |
| Švicarska (Schweizer Hitparade)              | 68.              |
| Ujedinjeno Kraljevstvo (Rock & Metal Albums) | 18.              |